# Novaci (Ub)
Novaci (Servisch cyrillisch Новаци) is een plaats in de Servische gemeente Ub. De plaats telt 879 inwoners (2002).